# Exitianus ghaurii
Exitianus ghaurii är en insektsart som beskrevs av James Norman Zahniser 2008. Exitianus ghaurii ingår i släktet Exitianus och familjen dvärgstritar. Inga underarter finns listade i Catalogue of Life.